# Terminalia ombrophila
Terminalia ombrophila är en tvåhjärtbladig växtart som beskrevs av Joseph Marie Henry Alfred Perrier de la Bâthie. Terminalia ombrophila ingår i släktet Terminalia och familjen Combretaceae. Inga underarter finns listade i Catalogue of Life.